# لودفيغ فريدريك ليوبولد فون كيرلاخ
لودفيغ فريدريك ليوبولد فون كيرلاخ (بالألمانية: Ludwig Friedrich Leopold von Gerlach)‏ هو سياسي ألماني، ولد في 17 سبتمبر 1790 في برلين في ألمانيا، وتوفي بنفس المكان في 10 يناير 1861. حزبياً، نشط في Conservative Party (Prussia) ‏.

## روابط خارجية
- لودفيغ فريدريك ليوبولد فون كيرلاخ على موقع الموسوعة البريطانية (الإنجليزية)